# Resolució 2017 del Consell de Seguretat de les Nacions Unides
La Resolució 2017 del Consell de Seguretat de les Nacions Unides fou adoptada per unanimitat el 31 d'octubre de 2011. El Consell, preocupat per la proliferació de míssils portàtils terra-aire (MANPADS) i altres armes a Líbia per part de les autoritats interines del país, autoritza a la Comissió de Sancions de Líbia establert en la Resolució 1970 que proposi mesures per mantenir aquest material fora de l'abast de terroristes, demanant a les autoritats líbies que garanteixin la custòdia adequada d'aquest material, i que compleixin amb les obligacions de control d'armes, desarmament i no proliferació en virtut del dret internacional, així com continuar una estreta coordinació sobre la destrucció de totes les existències d'armes químiques amb l'Organització per la Prohibició de les Armes Químiques.
També va demanar als estats de la regió que adoptin les mesures adequades per tal d'evitar la proliferació d'aquestes armes, i que ajudin a les autoritats de Líbia en aquest sentit. I es demana al Comitè de Sancions i al seu grup d'experts que presentin un informes sobre propostes per contrarestar i avaluar aquestes amenaces, inclosa la gestió de les existències, el control fronterer i la seguretat del transport, plantejats per la proliferació d'armes.